# إسبانيا (دائرة انتخابية للبرلمان الأوروبي)
إسبانيا هي دائرة انتخابية لانتخابات البرلمان الأوروبي وتغطي كامل أراضي الدولة العضو إسبانيا. ويمثلها حاليًا 59 عضو في البرلمان الأوروبي، وهي ثاني أكبر دائرة انتخابية من حيث المساحة الجغرافية بعد فرنسا، وكذلك الثالثة من حيث عدد السكان بعد ألمانيا وفرنسا.

## النظام الانتخابي
تم إنشاء الدائرة الانتخابية وفقًا لمعاهدة الانضمام لعام 1985 وتم التنافس ضمنها لأول مرة في الانتخابات الأوروبي عام 1987 ‏. نصت المعاهدة على تخصيص 60 ممثلًا لإسبانيا داخل البرلمان الأوروبي، لكن التعديلات المتعاقبة للمعاهدات شهدت تغير هذا العدد عدة مرات. بعد خروج بريطانيا من الاتحاد الأوروبي، يجري حالياً زيادة عدد ممثلي إسبانيا ليصبح 61، حيث حصل هذا المقترح على موافقة البرلمان الأوروبي وتم التوافق عليه مبدئياً ضمن مجلس الاتحاد الأوروبي.
يتم التصويت على أساس الاقتراع العام، الذي يضم جميع المواطنين الأوروبيين وغير المواطنين الذين تزيد أعمارهم عن ثمانية عشر عامًا ويتمتعون بحقوقهم السياسية بشكل كامل. التعديلات على قانون الانتخابات في عام 2011 تطلبت من الإسبان في الخارج التقدم بطلب للتصويت قبل السماح لهم بالتصويت. يتم انتخاب المقاعد باستخدام طريقة هوندت والتمثيل النسبي بالقائمة المغلقة، مع عدم تطبيق أي عتبة انتخابية حتى يحق لللحزب الدخول في توزيع المقاعد. ومع ذلك، فإن استخدام طريقة هوندت قد يؤدي إلى عتبة فعالة اعتمادًا على حجم الدائرة الانتخابية.
ينص قانون الانتخابات على السماح للأحزاب والاتحادات والائتلافات وتجمعات الناخبين بتقديم قوائم مرشحيها. ومع ذلك، يتعين عليهم الحصول على توقيع ما لا يقل عن خمسة عشر ألف ناخب مسجل. كما لا يحق للناخبون التوقيع على أكثر من قائمة مرشحين واحدة. كما يُسمح للأحزاب والاتحادات والائتلافات باستبدال هذا الشرط بتوقيع ما لا يقل عن 50 مسؤولًا منتخبًا (يندرج ضمنهم النواب وأعضاء مجلس الشيوخ وأعضاء البرلمان الأوروبي وأعضاء من المجالس التشريعية للمناطق المتمتعة بالحكم الذاتي وأعضاء مجالس المدن المحلية). وفي الوقت نفسه، يتعين على الأحزاب والاتحادات التي تنوي الدخول في ائتلاف للمشاركة بشكل مشترك في الانتخابات إبلاغ اللجنة الانتخابية ذات الصلة في غضون عشرة أيام من الدعوة للانتخابات.